# Billung
Billung, chiamato anche Billing, (880 circa – 26 maggio ...) fu il leggendario capostipite della nobile famiglia sassone dei Billunghi.
Il 26 maggio, il necrologio della chiesa di San Michele a Lüneburg contiene una voce commemorativa per un conte Billing, morto in quel giorno. Non ci sono giunte altre informazioni su di lui. Il fatto che un certo conte Billing fosse padre di Ermanno di Sassonia, ci è riferito per la prima volta dalla cronaca dinastica dell'abbazia di San Michele di Lüneburg, redatto tra il 1229 e il 1233. Il presunto capostipite della stirpe dei Billunghi non va confuso con il conte sassone Billing, attestato nel periodo 937-966.